# Sīvān
Sīvān (persiska: سیوان) är en ort i Iran.   Den ligger i provinsen Östazarbaijan, i den nordvästra delen av landet, 600 km nordväst om huvudstaden Teheran. Sīvān ligger 1 658 meter över havet och antalet invånare är 331.
Terrängen runt Sīvān är kuperad åt nordost, men åt sydväst är den bergig. Terrängen runt Sīvān sluttar österut.Runt Sīvān är det ganska tätbefolkat, med 56 invånare per kvadratkilometer. Närmaste större samhälle är Marand, 14,7 km nordväst om Sīvān. Trakten runt Sīvān består i huvudsak av gräsmarker.